# Conseil national du commerce
Ne doit pas être confondu avec conseil du commerce de France.

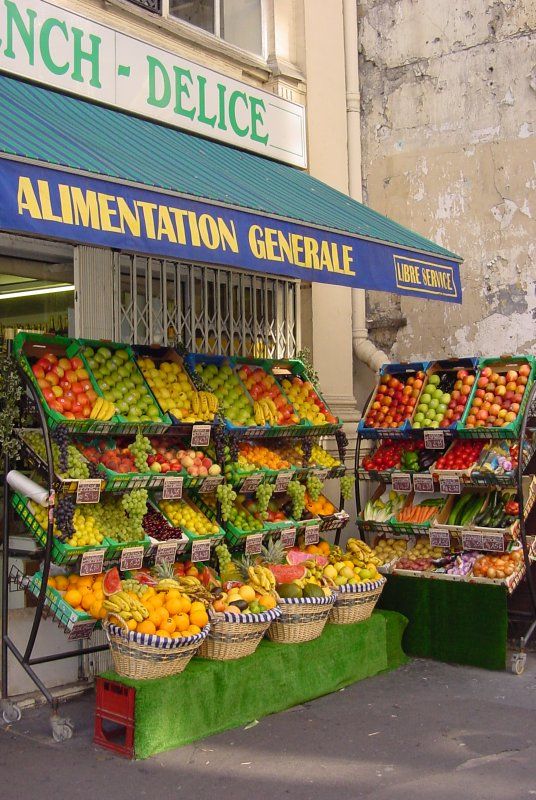
Magasin d'alimentation (commerce de proximité).

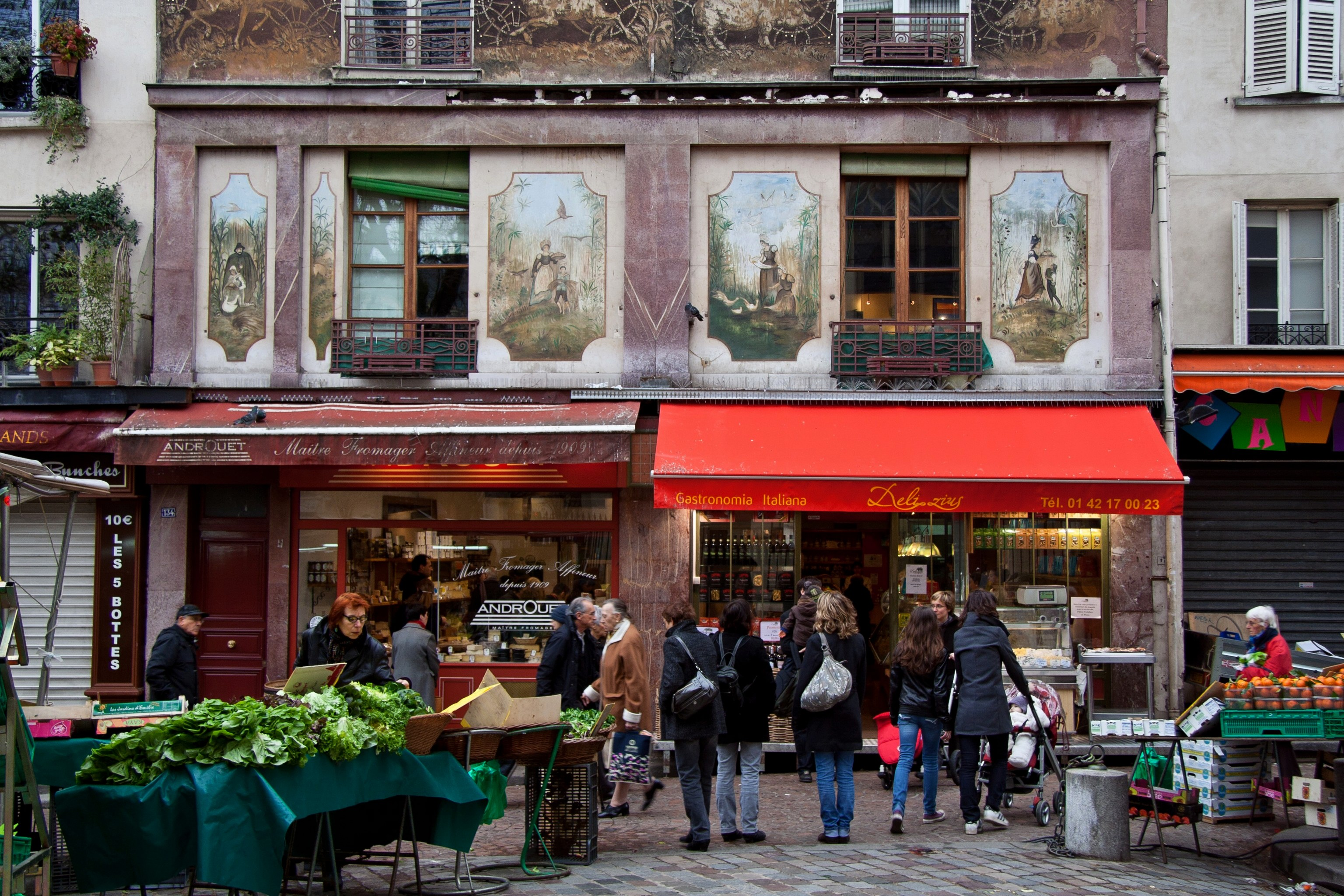
Commerces de proximité et marché, deux éléments importants de la vie de quartier, ici rue Mouffetard à Paris.

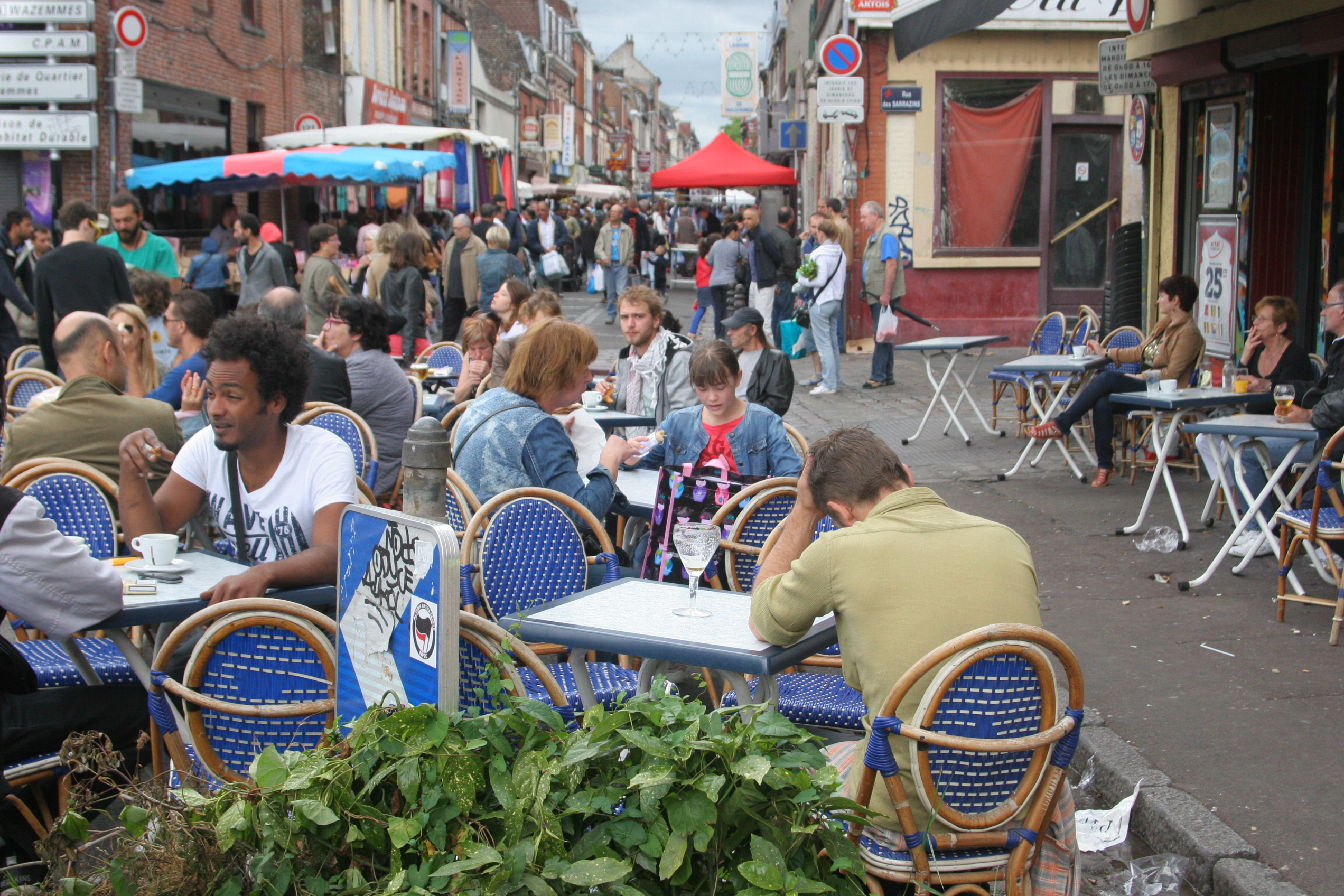
Cafés, restauration.

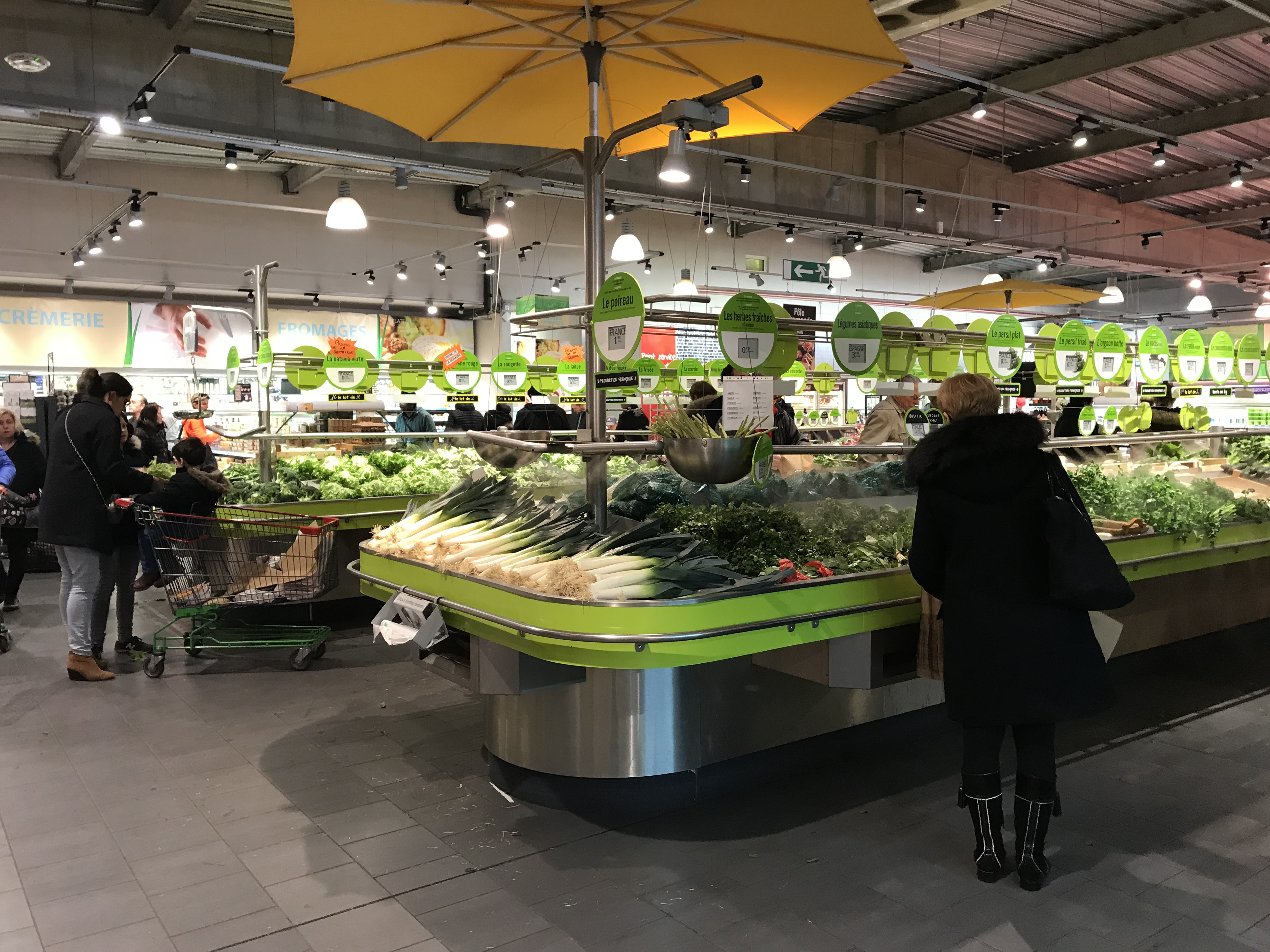
Moyenne surface (Rillieux-la-Pape).

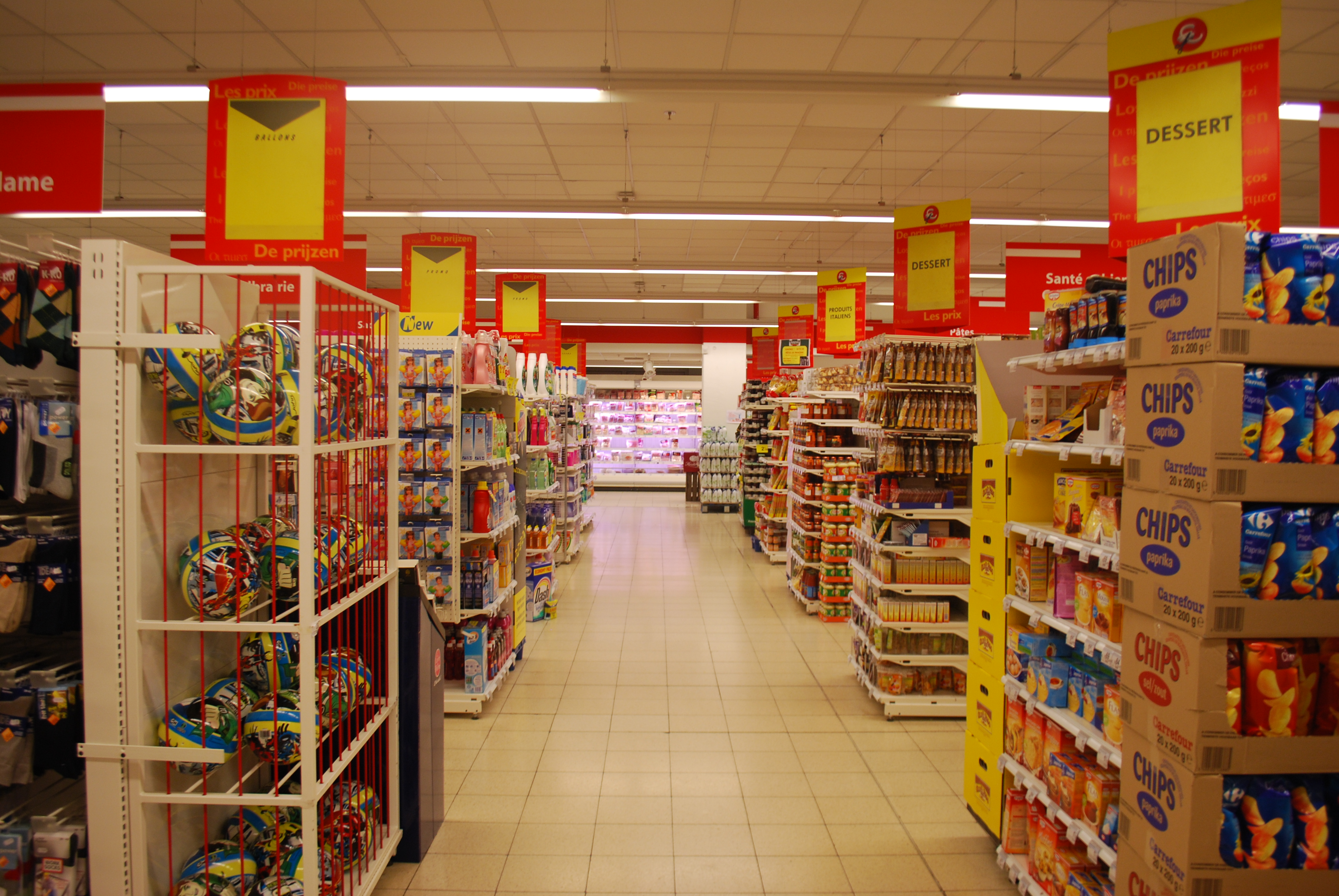
Supermarché (Barvaux).

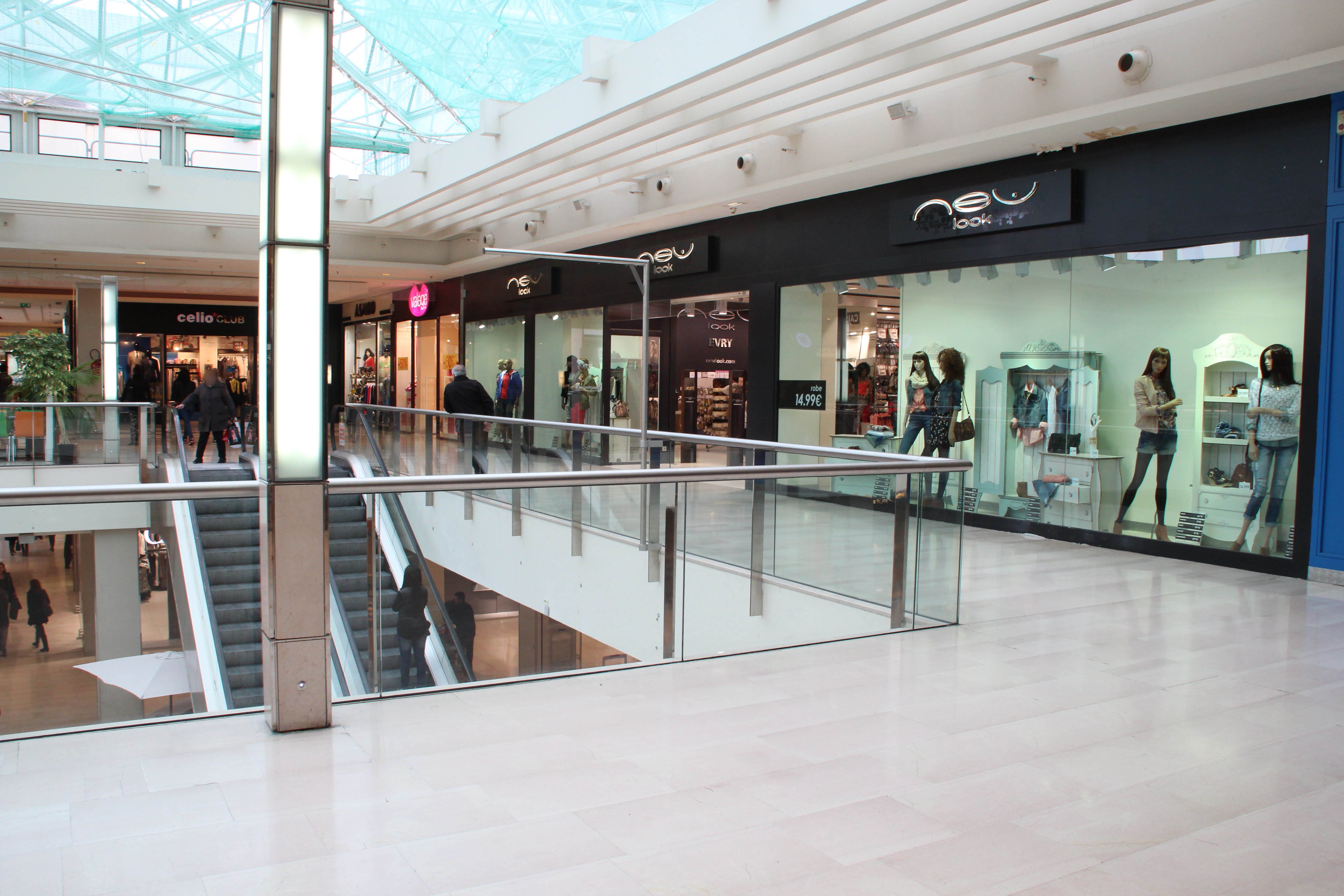
Centre commercial d'Evry (2013).

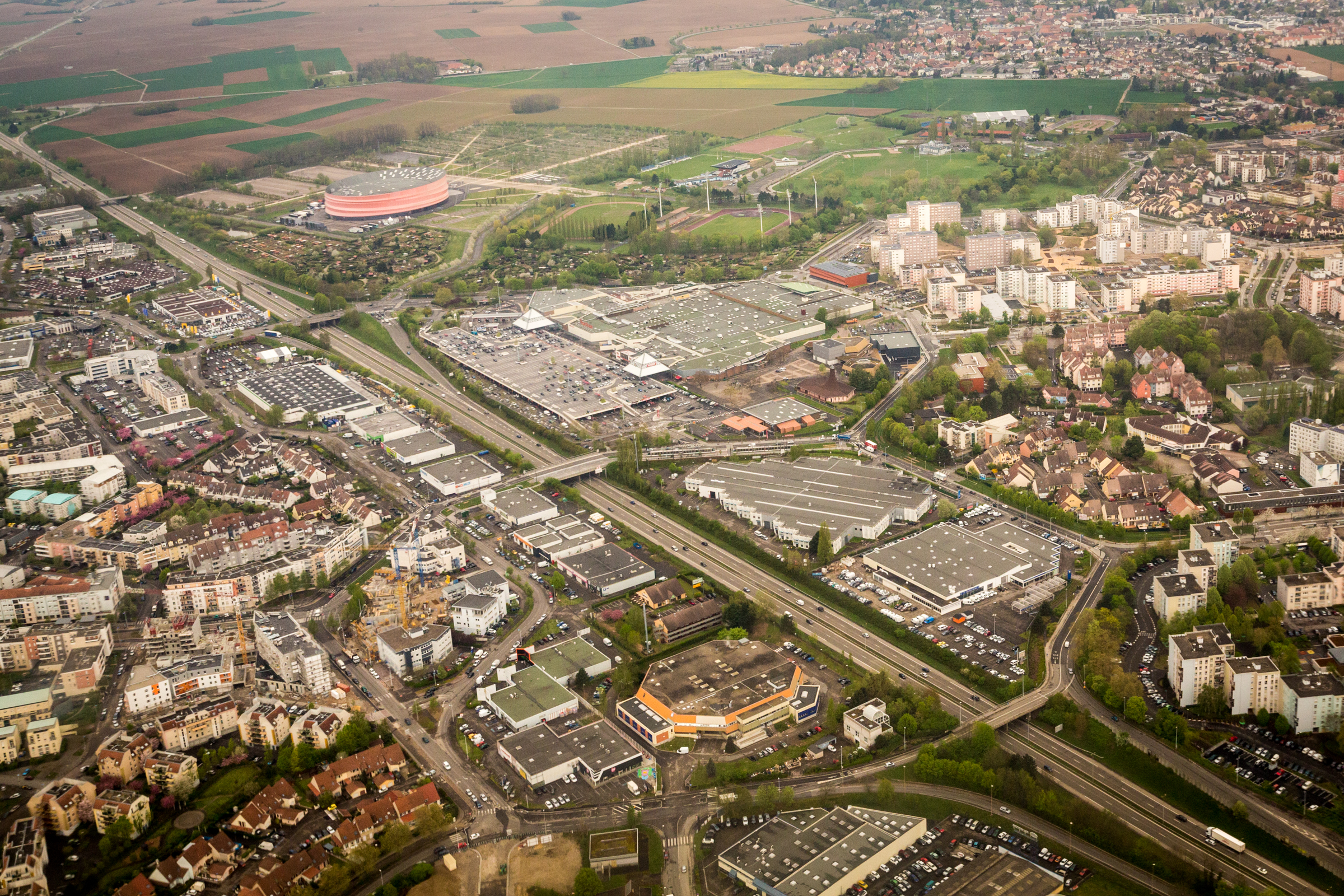
Vue aérienne de la zone commerciale et du Zenith Strasbourg Hautepierre).

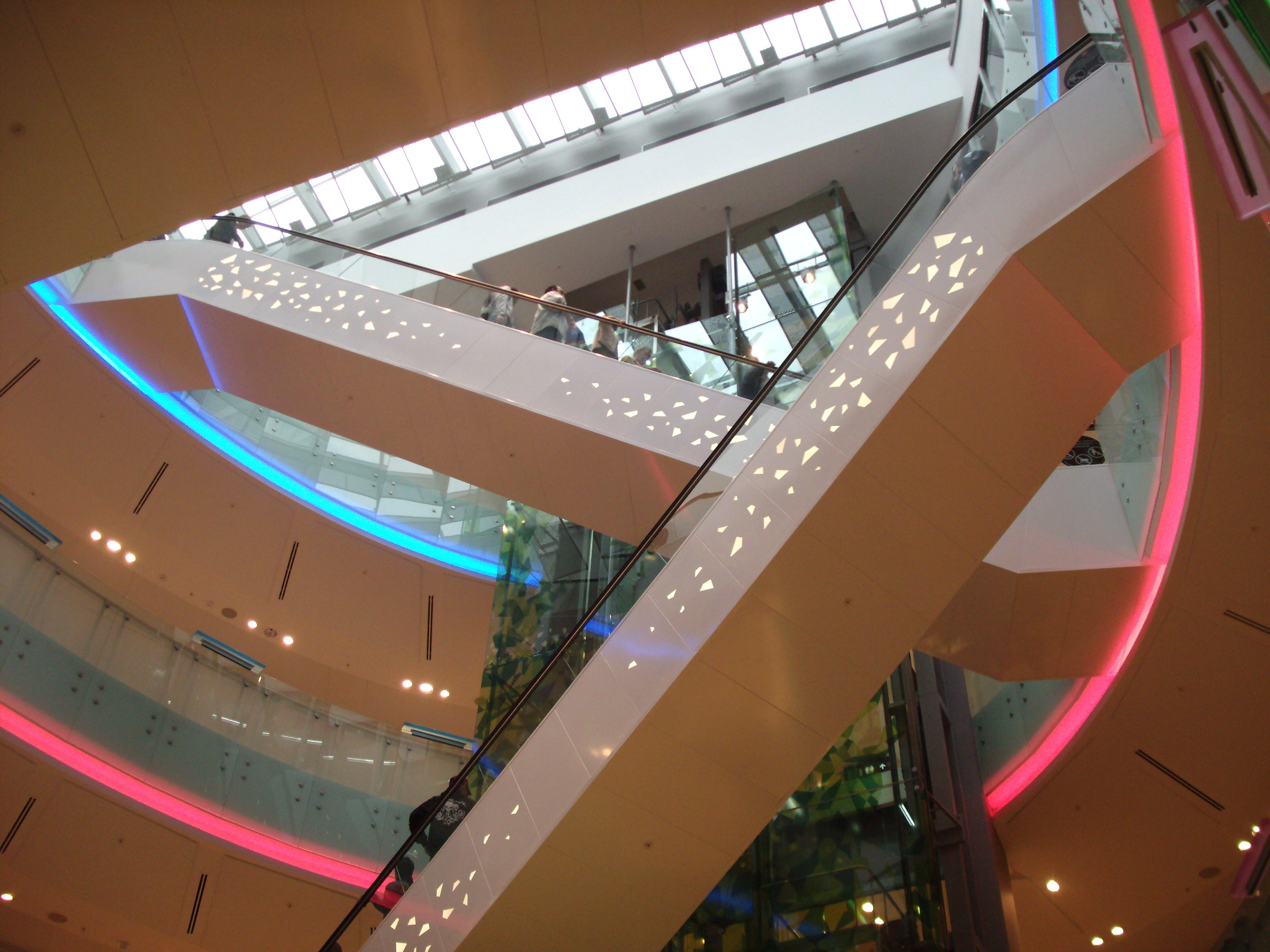
Centre commercial de La Part-Dieu à Lyon ; le plus grand de France : 161 000 m² et plus de 305 commerces.

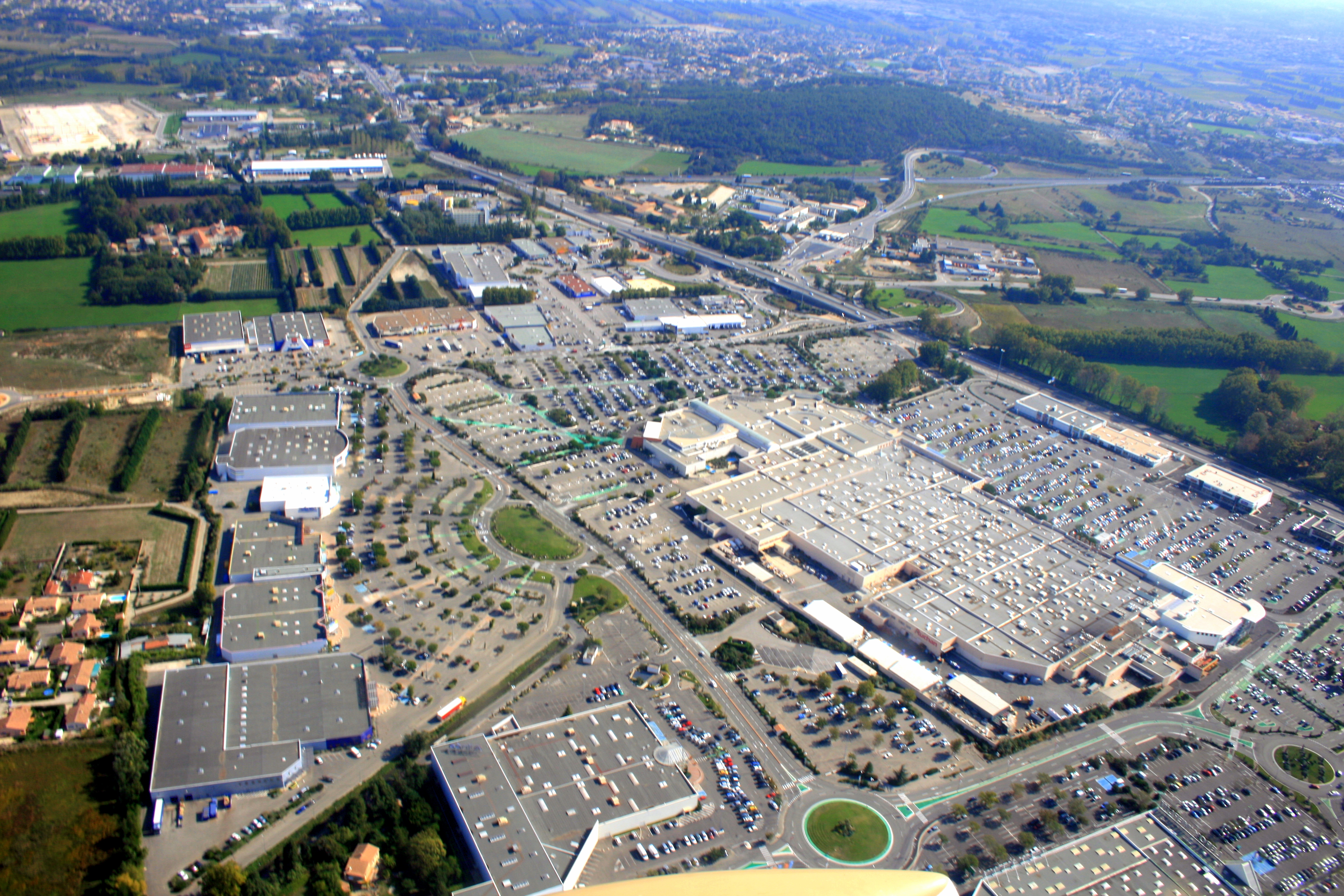
Vue aérienne, zone commerciale Avignon Nord.

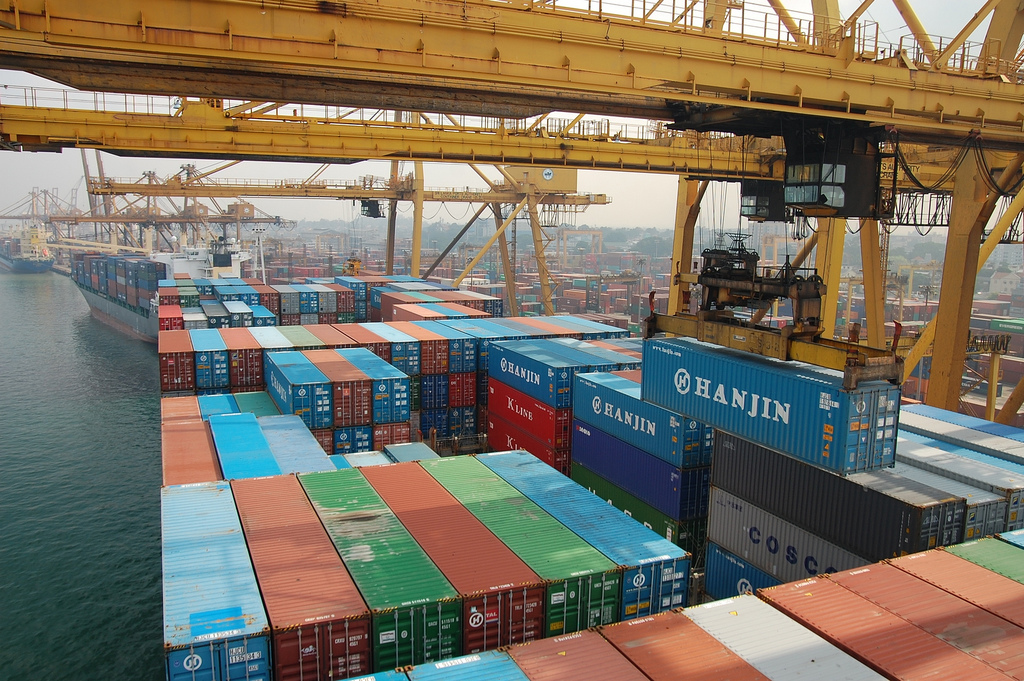
Quid des effets environnementaux et climatiques de la mondialisation du commerce : plus de 80 % du volume du commerce mondial et environ 80% du commerce mondial transite par la mer, et le reste essentiellement en camion (passé de 142,4 à 161,4 tonnes-kilomètresde à), ou avion (+ 3,0 % par an en moy de 2004 à 2019 dans le monde) (ici : port à containeur, stratégique, de Colombo, au Sri-Lanka.

Le Conseil national du commerce (CNC) est un pendant du Conseil national de l'industrie (CNI), et à ne pas confondre avec le conseil du commerce de France (ou CdC), qui est, lui, un organisme de lobbying), ni avec un autre « Conseil national du commerce » qui a existé au XXème siècle, lié à la Fédération générale du patronat français (Confédération) rebaptisée au lendemain de la Seconde Guerre mondiale, après l'intermède de l'organisation professionnelle obligatoire imposé par le gouvernement de Vichy, Conseil national du patronat français (C.N.P.F.).
Sa création est l'axe 1 du « Plan commerce » annoncé par la Ministre chargée du Commerce (Olivia Grégoire, le 1er novembre 2022, en complément d’« Action Cœur de Ville 2 ». Il doit travailler sur les nouveaux enjeux du commerce au quotidien pour les commerçants, et en particulier sur « la décarbonation, la simplification administrative et l'adaptation des compétences, anticiper et préparer l'avenir du commerce (commerce serviciel, l'innovation comme la maîtrise de l'intelligence artificielle, ou encore les synergies que le commerce peut générer avec l'industrie) ». C'est une instance « d'échanges entre commerçants, PDG, associations d'élus et ministres pour relever les défis du commerce d'aujourd'hui et de demain ». Pour les responsables d'organisations professionnelles, ce Conseil se veut être un « lieu d'échanges directs et opérationnels avec les ministres, les administrations centrales, les partenaires de l'État (chambres consulaires, Banque des Territoires, BPI France), les associations d'élus locaux ».
Il réunit une centaine de personnes et se décline en 15 groupes de travail devant proposer des actions
.

## Histoire
Le 1er novembre 2022, Olivia Grégoire (ministre chargée du Commerce) a annoncé un Plan commerce en 3 axes : 
1. ) créer un Conseil national du commerce pour « relever les défis du commerce de demain », créé le 25 avril 2023 ;
2. ) produire un plan de reconquête du commerce rural (lancé le 1er mars 2023, « pour réimplanter du commerce dans les villages qui n’en ont plus ou presque plus ») ;
3. ) produire un plan de transformation des zones commerciales, qui pourrait être lancé en mai 2024, pour réinventer ces espaces et les adapter aux enjeux de soutenabilité, dans le contexte du zéro artificialisation nette, de l'adaptation au réchauffement climatique notamment, et de la mixité des services, usages et fonctions.

Le CdC est une entité encore jeune (crée en avril 2023), par la ministre du commerce (ministre déléguée chargée des Petites et Moyennes Entreprises, du Commerce, de l'Artisanat et du Tourisme), Olivia Grégoire.

## Groupes de travail
Selon le ministère de l'économie (2023) : les 15 groupes de travail s'organisent thématiquement comme suit : 

### 1) Transition environnementale
- GT décarbonation (efficacité énergétique, décret tertiaire, implantation de panneaux photovoltaïques, financement des investissements relatifs à la décarbonation) ;
- GT Consommation durable & traçabilité des produits ;
- GT Gestion des déchets.

### 2) Simplification & compétitivité
- GT simplification de la vie des entreprises et des commerçants (création et exploitation de l’activité & des locaux commerciaux, cession et transmission des entreprises…) ;
- GT Baux commerciaux ;
- GT Facilitation du commerce physique dans un monde omnicanal.

### 3) Innovation & transformation numérique
- GT Accélérer la mobilisation des outils pertinents à la transformation numérique des entreprises (systèmes informatiques, outils data, intelligence artificielle…) ;
- GT Politiques d’accompagnement des TPE/PME dans la transition numérique ;
- GT Maîtrise et protection des données, DSA/DMA ;
- GT Commerce du futur, développement du commerce « as a service » et synergies commerce – industrie ;
- GT Visibilité, image et promotion du commerce.

### 4) Commerces & territoires
- GT ZFE ;
- GT Transformation du commerce physique et la gestion du foncier commercial (évolutions internes des magasins, urbanisme, urbanisme commercial, transformation des zones commerciales) ;
- GT Transports et logistique urbaine ;
- GT Politiques locales du commerce.

### 5) Ressources humaines
- GT Adaptation des compétences aux besoins du commerce d’aujourd’hui et de demain (orienter le CPF, mutation des emplois dans un contexte d’automatisation et de spécialisation des compétences, validation des acquis de l’expérience professionnelle…).

## Activités
Elles portent sur les enjeux du commerce (urbain, périurbain et rural), qui représentaient vers 2023 : environ 700 000 entreprises et indépendants opérant dans le commerce de détail, de gros et automobile, avec environ 3,6 millions d'emplois, et un chiffre d'affaires d'environ 1 450 milliards d'euros.
Le conseil se réunit une fois par trimestre, toujours avec un ou plusieurs ministres, pour « traiter les enjeux concrets auxquels les commerçants sont confrontés quotidiennement : décarbonation, simplification, adaptation des compétences, etc. anticiper pour préparer dès aujourd’hui le commerce de demain, qui doit se réinventer pour devenir un commerce serviciel axées sur le service ou l’usage plutôt que sur la propriété, pour notamment résoudre les problèmes de surcapacité, de soutenabilité du développement du numérique, d'engouement pour de nouveaux domaines comme la seconde main), en intégrant des innovations comme une intelligence artificielle maitrisée, ou encore les synergies que le commerce peut générer avec l'industrie, etc. »
La 1ère séance plénière de travail du CNC s'est tenue le 25 avril 2023 à Bercy, en présence du ministre de la Transition écologique et de la Cohésion des territoires et une centaine de personnes venues d'environ soixante entreprises, fédérations et associations du commerce. Elle a porté sur la transition écologique et de la transformation des territoires (décarbonation du commerce et développement durable du commerce) . La décarbonation du commerce implique de drastiquement améliorer son efficacité énergétique (imposée par le décret tertiaire qui vise - 40 % de consommation énergétique des magasins d’ici 2030), avec une obligation d'implantation de panneaux photovoltaïques sur les parcs de stationnement et les bâtiments (environ 100 millions de m², potentiellement), la consommation responsable pour être durable (« traçabilité, affichage environnemental, transformation des filières), la gestion des déchets »...).
Parmi les thèmes prévus pour les séances suivantes figurent : les enjeux territoriaux, le numérique (dont l'IA) et les synergies entre le commerce et l'industrie (selon le ministère de l'économie : « Si industrie et commerce sont liés, parfois au sein d’une même entreprise, de nouveaux champs de développement conjoints apparaissent, en particulier dans la production, la construction, l’énergie, ou encore dans la transformation des zones commerciales en nouveaux quartiers de ville »), le défi des nouvelles compétences (cf. essor de l'IA et du numérique ; nouvelles attentes des consommateurs).